# Plagiotheciopsis oblonga
Plagiotheciopsis oblonga är en bladmossart som beskrevs av Brotherus in Dixon 1922. Plagiotheciopsis oblonga ingår i släktet Plagiotheciopsis och familjen Entodontaceae. Inga underarter finns listade i Catalogue of Life.